# 48 Близнецов
48 Близнецов (лат. 48 Geminorum, HD 55052) — одиночная звезда в созвездии Близнецов на расстоянии приблизительно 358 световых лет (около 110 парсеков) от Солнца. Видимая звёздная величина звезды — +5,85m.

## Характеристики
48 Близнецов — жёлто-белый гигант или субгигант спектрального класса F5III-IV. Радиус — около 5,02 солнечных, светимость — около 46 солнечных. Эффективная температура — около 6769 К.